# El Argoub
El Argoub  (in arabo العركوب‎?) è un centro abitato e comune rurale del Marocco situato nella provincia di Oued Ed-Dahab, regione di Dakhla-Oued Ed Dahab. Conta una popolazione di 5 759 abitanti (censimento 2014).